# Trichosalpingus quadrinotatus
Trichosalpingus quadrinotatus es una especie de coleóptero de la familia Mycteridae.

## Distribución geográfica
Habita en Australia.